# Cătălin Mihuleac
Cătălin Mihuleac este prozator și dramaturg român. 

## Biografie
Cătălin Mihuleac s-a născut în 1960 în municipiul Iași. Este doctor în Filologie al Universității ”Al. I. Cuza” din Iași, cu teza Pamfletul și tableta, jurnalism sau literatură?

## Cărți publicate
- Garsoniera memorială confort trei (Editura Mașina de Scris, București,1996) - proză scurtă;
- Dispariția orașului Iași (Editura Institutul European, Iași, 1998) - roman;
- Titlu neprecizat (Editura Polirom, Iași, 1999) - povestiri;
- Ratarea unui setter (Editura Polirom, Iași, 2004) - povestiri.
- Pamfletul și tableta, jurnalism sau literatură? (Editura Universității Al. I. Cuza, 2009)
- Zece povestiri multilateral dezvoltate (Editura Cartea Românească, București, 2010)
- Aventurile unui gentleman bolșevic (Editura Cartea Românească, București, 2012) - roman
- America de peste pogrom (Editura Cartea Românească, București, 2014; Editura Polirom, Iași, 2017) - roman, tradus în limba germană sub titlul Oxenberg & Bernstein (Paul Zsolnay Verlag, Wien, 2018) și în limba franceză sub titlul Les Oxenberg & les Bernstein (Les editions Noir sur Blanc, Lausanne, Switzerland, 2020)
- Ultima țigară a lui Fondane (Editura Polirom, Iași, 2016) - povestiri
- Deborah (Editura Humanitas, București, 2019) - roman